# Джон Бонъм
Джон Хенри „Бонзо“ Бонъм (на английски: John Henry 'Bonzo' Bonham) (31 май 1948 – 25 септември 1980) е британски барабанист и член на рок групата Лед Зепелин.
Бонъм все още се счита сред музикалните среди за един от най-добрите рок барабанисти на всички времена. Той е считан за един от най-въздействащите и най-подражаваните барабанисти някога, и е познат с тежкия си стил и техническите си способности. Бонъм загива преждевременно, но подходът му към хардрок- и хевиметъл-барабаните продължава да е мярка, спрямо която всички останали се сравняват. Неговият почерк се усеща на живо и до днес, изпълняван от модерните барабанисти на днешното време.

## Началото
Бонъм е роден в град Редич, графство Уорчестър в Англия. Започва да свири на барабани на петгодишна възраст, като барабаните се състоят от консервени кутии и кутии от кафе, а той повтаря движенията на идолите си Джийн Крупа и Бъди Рич. Първия си нормален комплект барабани получава 14-годишен. След като напуска училището Уилтън Хаус, работи за баща си Джак Бонъм в строителната индустрия.
През 1964 Бонъм влиза в първата си група – „Тери Уеб анд дъ Спайдърс“, и среща бъдещата си съпруга Пат Филипс на танц в Кидърминстър. Също така свири за бирмингамски групи като „Дъ Блу Стар Трио“ и „Дъ Сенатърс“, които по-късно издават относително успешният сингъл She's a Mod. Тогава Бонъм решава да се занимава с музика постоянно. Две години по-късно влиза в A Way of Life, но групата започва да свири прекалено рядко и в търсене на редовен доход влиза в блус-групата Crawling King Snakes, чийто вокалист е Робърт Плант. През този период Бонъм се сдобива с репутацията на най-шумния барабанист в Англия, често чупещ барабани и учтиво молен от клубовете да спре да свири. Веднъж бил помолен да напусне едно бирмингамско звукозаписно студио защото бил прекалено шумен за собственика, който му казал, че няма бъдеще за толкова шумен барабанист като него. Десет години по-късно собственикът получил бележка с думите „Благодаря за съвета...“, придружена от златен запис на „Лед Зепелин“. Бонъм е помолен да се върне в A Way of Life през 1967, но избира да заеме мястото на барабаниста в новосформираната от Робърт Плант група Бенд ъф Джой. Групата прави няколко демо-записа, но не издава албум. Бонъм е бил барабанист в турнета на Тим Роуз, Джо Кокър и Крис Фарлоу.

## Лед Зепелин
Когато Джими Пейдж иска да създаде групата след разпадането на „Дъ Ярдбърдс“, първият му избор за певец е Тери Райд, който обаче вече е подписал с Мики Моуст договор за солова кариера. Райд предлага Робърт Плант, които от своя страна предлага Бонъм, които вече е свирил с Плант и познава Пейдж от студийни записи, както и Джон Пол Джоунс. Сред възможните барабанисти в списъка на Пейдж фигурират още Би Джей Уилсън от „Прокол Харум“, Кийт Мун и Джинджър Бейкър. След като виждат Бонъм на концерт на Тим Роуз в северен Лондон през юли 1968 г., Пейдж и мениджъра му Питър Грант са убедени, че Бонъм е правилният избор.
Стилът му зад барабаните оказва влияние на почти всички хардрок и хевиметъл барабанисти оттогава до днес. Почеркът на Бонъм е здрав ритмичен ритъм, разнообразяван от огромнен брой чувствени експлозивни преходи. Това, комбинирано с откровения му атакуващ стил, мигновено отличава Бонъм за слушателя. Тази запазена марка става популярна сред феновете и останалите музиканти и е един от основните елементи, които задвижват „Лед Зепелин“ музикално и комерсиално. Бонъм е считан за един от пионерите сред рок-барабанистите. Много считат Бонъм за един от най-великите барабанисти сред всички стилове.

## Смъртта на Джон Бонъм
Бонъм не обича нито да бъде далеч от дома и семейството си, нито летенето. Това води до честа употреба на алкохол и кокаин. На 24 септември 1980 г. Бонъм е взет от асистента на „Лед Зепелин“ Рекс Кинг от хотела, за да отидат заедно на репетицията в „Брей Студиос“ за предстоящото турне в САЩ, първото на групата от 1977 г. По време на пътуването Бонъм поисква да спрат за закуска, където поглъща голямо количество водка със сандвича си. Продължава сериозно да пие и в студиото. Късно вечерта бандата се оттегля в къщата на Пейдж в Уиндзор. Умира от задушаване. Джон Бонъм е погребан на 10 октомври 1980 г. в Ръшокското енорийско гробище.
Бързо плъзват слухове, че Кози Пауъл, Кармин Апис, Саймън Кърк и други биха го заменили в групата, но смъртта на Бонъм се оказва единствената причина за това „Лед Зепелин“ никога да не се съберат отново успешно – неговото влияние върху стила на групата е уникално.
Малката сестра на Бонъм, Деби Бонъм, е певица. По-малкият му брат, Мик Бонъм (починал през 2000 г.), е DJ и уважаван фотограф. Синът на Джон Бонъм, Джейсън (роден през 1966 г.), също става барабанист. Дъщерята на Бонъм, Зоуи, често се появява на събирания и награди на „Лед Зепелин“. През 2005 г. те се появяват на наградите „Грами“, за да получат наградата на баща им за цялостно творчество.